# Домострой
Домостро́й (полное название — Книга, называемая «Домострой», содержащая в себе полезные сведения, поучения и наставления всякому христианину — мужу, и жене, и детям, и слугам, и служанкам) — памятник русской литературы XVI века, являющийся сборником правил, советов и наставлений по всем направлениям жизни человека и семьи, включая общественные, семейные, хозяйственные и религиозные вопросы. Наиболее известен в редакции середины XVI века, приписываемой протопопу Сильвестру. С точки зрения лингвистики интересен как опыт синтеза литературно-книжной речи (церковнославянского языка) и народно-разговорного языка.

## История
По мнению С. М. Соловьева, И. П. Некрасова, А. С. Орлова, Д. В. Колесова и др., «Домострой» возник в XV веке во времена Новгородской республики в Великом Новгороде. По мнению этих исследователей, текст «Домостроя» появился в результате длительного коллективного труда на основе существовавших на момент написания литературных источников. Книга почти сразу получила распространение среди новгородских бояр и купечества.
Исследователи прослеживают связь «Домостроя» с более ранними сборниками поучений и «слов», как славянских: «Измарагд», «Златоуст», «Златая цепь», так и западных: «Книга учения христианского» (Чехия), «Парижский хозяин» (Франция) и другими. Фактически, «Домострой» лишь систематизировал и оформил сложившиеся в то время морально-этические нормы поведения и нравоучительные тексты.
В середине XVI века «Домострой» был переписан духовником и сподвижником Ивана Грозного — протопопом Сильвестром в качестве назидания молодому царю. Однако некоторые исследователи (Д. П. Голохвастов, А. В. Михайлов, А. И. Соболевский и др.) считают именно Сильвестра автором «Домостроя».
Обновлённая редакция «Домостроя» была составлена иеромонахом московского Чудова монастыря, работавшим справщиком московской духовной типографии, а позже игуменом — Карионом (Истоминым) в XVII веке. Эта редакция объединяла несколько существовавших на тот момент версий.

## Структура
1. Поучение отца сыну
2. Как христианам веровать во Святую Троицу и Пречистую Богородицу и в Крест Христов, и как поклоняться святым небесным силам бесплотным, и всяким честным и святым мощам
3. Как причащаться к Тайнам Божиим, и веровать в воскресение из мертвых и Страшного суда ожидать и как прикасаться ко всякой святыне
4. Как любить Бога всею душою, и близких своих, и страх Божий иметь, и помнить о смертном часе
5. Как почитать архиереев, а также священников и монахов, во всех скорбях душевных и телесных с пользою им исповедоваться
6. Как посещать в монастырях, и в больницах, и в темницах, и всякого в скорби
7. Как царя и князя чтить и повиноваться им во всём, и всякому властителю покоряться, и правдою служить им во всём, в большом и в малом, а также больным и немощным — любому человеку, кто бы он ни был; и самому все это обдумать
8. Как дом свой украсить святыми образами и в чистоте содержать
9. Как в церкви Божии и в монастыри с приношением приходить
10. Как священников и иноков в свой дом приглашать молиться
11. Как кормить приходящих в дом чинно
12. Как мужу с женою и с домочадцами дома у себя молиться
13. Как в церкви мужу и жене молиться, чистоту хранить и никакого зла не творить
14. Как почитать отцов своих духовных и повиноваться им
15. Как детей своих воспитать и страхом спасать
16. Как дочерей воспитать и с приданым замуж выдать
17. Как детей учить в поучениях разных и в страхе Божьем
18. Как детям отца и мать любить, и беречь, и повиноваться им, и утешать их во всём
19. Как всякому человеку рукодельничать и всякое дело делать, благословясь
20. Похвала женам
21. Наказ мужу, и жене, и работникам, и детям, как подобает им жить
22. Каких людей держать и как наставлять их во всяком учении, и в Божественных заповедях, и в домашней работе
23. Как врачеваться христианам от болезни и от всяких страданий
24. О неправедной жизни
25. О праведном житии, если кто по-Божески живёт, и по заповедям Господним, и по отеческому преданию, и по христианскому закону и если господин судит справедливо и нелицеприятно всех одинаково — богатого и бедного, ближнего и дальнего, то удовлетворены будут сборами справедливыми, и так поступать
26. Как жить человеку, разметив свою жизнь
27. Если кто живёт, ничего не рассчитав
28. Если кто слуг содержит без присмотра
29. Учить мужу свою жену, как Богу угодить, и к мужу своему приноровиться, и как свой дом лучше устроить, и всякий домашний порядок и рукоделье всякое знать, и слуг учить и самой трудиться
30. Хорошие жены мастерицы — доход и сбереженье всему; а с того, что скроит, остатки и обрезки сохранять
31. Как всякое платье кроить и остатки и обрезки хранить
32. Всякий порядок домашний содержать
33. Каждый день госпоже надзирать над слугами за домашним хозяйством и рукоделием и о всяком сохранении и порядке
34. Каждый день жене мужа обо всём спрашивать и советоваться обо всём: и как на люди выходить, и к себе приглашать, и о чём говорить с гостями
35. Как слуг наставлять, когда с чем-нибудь посылаешь на люди
36. Женам наказ о пьянстве и о хмельном питье, и слугам также, и о том, чтобы тайком не держать ничего нигде, а клевете и обману слуг без проверки не верить; как их строгостью наставлять, да и жену также, и как в гостях находиться и дома себя вести во всём правильно
37. Как всякую одежду жене носить и сохранить
38. Как порядок в избе навести хорошо и чисто
39. Если муж сам не поучает, то накажет его Бог, если же и сам так поступает и жену и домочадцев учит, милость от Бога примет
40. Самому господину или кому он прикажет припасы на год и всякий товар купить
41. Себе на обиход купить всякий товар заморский и из дальних земель
42. О том же: когда что купить тому, у кого деревень нет, и всякие домашние припасы и летом и зимой, и как запасать на год, и как дома животину всякую разводить, и еду и питьё держать всегда
43. А столь много муж запасёт в нужное время всякого припасу, в том числе и постного и как его сохранить
44. О прибыли от запасённого впрок
45. Как огород и сад разводить
46. Как хозяину запасы напитков держать для себя и для гостя и как приготовить их для посторонних
47. Ему же наставление, как пиво варить, как мед сытить и вино курить
48. Как ключнику наблюдать за поварами, и за хлебниками, и всюду за всяким порядком
49. Как мужу с женою советоваться, что ключнику наказать о столовом обиходе, о кухне и о пекарне
50. Ключнику наказ на случай пира
51. Наказ господина ключнику, как готовить блюда постные и мясные, варить и семью кормить в мясоед и в пост
52. О хранении в житницах и в закромах
53. Так же присматривать и в сушильне
54. В погребе и на леднике всё хранить
55. Ключнику по хозяйскому наказу в клетях и в подклетях и в амбарах содержать все в порядке
56. На сеновалах сено и в конюшнях лошадей, а на дворе запас дров пристроить и всякую скотину
57. В поварнях и в пекарнях и в хозяйственных службах пристроить сготовленное
58. За погребами, и за ледниками, и в житницах, и в сушильнях, и в амбарах, и в конюшнях господину чаще присматривать
59. Слуг господину, справясь обо всём, по достоинству жаловать
60. О торговцах и лавочниках, а также о том, как часто рассчитываться с ними
61. Как двор устраивать, или лавку, или деревню, или амбар
62. Как подворное тягло платить, или с лавки позем, или с деревни подать, и как должникам всякий долг платить
63. Наказ ключнику, как в погребе хранить всякие припасы соленые и в бочках, и в кадках, и в мерниках, и в чанах, и в ведерках мясо, рыбу, капусту, огурцы, сливы, лимоны, икру, рыжики, грузди
64. Записи на весь год, что к столу подавать с пасхального воскресенья в мясоед
65. Правило о различных медах сыченых: как сытить меды всякие, как ягодный морс готовить, и квас медовый простой ставить, и пиво простое подсычивать медом, и хмель варить в кипятке, чтобы сытить мед обварной
66. Правила о всех овощах различных, как их обрабатывать и готовить
67. Свадебный чин
68. Послание и наставление отца сыну

В сильвестровской версии «Домострой» состоит из предисловия, 67 глав и «Послания и наказания ото отца к сыну», сгруппированных по следующим основным направлениям:

### О строении духовном («Как веровати»)
Веровать предписывается в «Нераздѣлную Троицу» в воплощение Иисуса Христа, особую честь рекомендуется воздавать иконам Иисуса Христа, «Пречистой Матери Его» и «всѣмъ святымъ». Описывается необходимость молитв, крестных знамений, целований икон и «многоцѣлебная мощи», Причастия «лжицею». Во время Причастия запрещено «чавкать», чмокать и грызть просвиру зубами.

### О строении мирском («Как царя чтити»)
Царя и князя следует бояться и служить им как представителям Бога на Земле (Рим. 13:1).

### О наставлении слуг, посылаемых с чем-нибудь на люди
При входе в помещение рекомендуется снять шапку, «носъ высмаръкати», грязные ноги вытереть, помолиться и постучаться. При выборе места за столом рекомендуется учитывать социальный статус — свой и других приглашенных гостей и, руководствуясь этим, садиться ближе или дальше от хозяина. В гостях не следует ковырять в носу («носа не копать перстомъ»), глядеть по сторонам, есть без спросу. Во время трапезы в гостях со стола без разрешения ничего нельзя с собой уносить. Также не следует начинать есть без приглашения и хулить угощение. Перед едой рекомендуется восславить «Отца и Сына и Святаго Духа».

### О поведении в храме
В церкви не следует ни с кем говорить, опаздывать и уходить до окончания богослужения.

### Об управлении хозяйством («О строении домовном»)
В каждом доме следует иметь иконы («честныя образы»), перед которыми во время молитв возжигаются свечи. Пыль необходимо «чистым крылышкомъ омѣтати и мяхкою губою вытирати», чтобы дом был в чистоте. Молиться необходимо не реже двух раз в день: утром и вечером. Дело следует всякое начинать с чистыми руками, молитвой («Господи благослови») и крестным знамением. Жить рекомендуется по средствам, имея запасы — съестные в погребе, а инвентарь (метлы и лопаты) и прочее (мыло) в амбаре.

### Об организации семьи («Как жить с жёнами и с детьми, и с домочадцами»)
«Домострой» призывает, чтобы все члены семьи были «сыты и одеты» и наставлены в Страхе Божьем. Каждый член семьи должен иметь свои обязанности: муж — работать и добывать пропитание, жена — управлять домашним хозяйством и надзирать за слугами, дети (даже взрослые) — во всём подчиняться родителям. Жене предписывается быть доброй, трудолюбивой и молчаливой. Плохо, если жена блудит, бражничает, клевещет и общается с волхвами. Супруги должны советоваться друг с другом в деле управления хозяйством. Детей предписывается воспитывать (в том числе с помощью физического воздействия — «не ослабляли, бия младенца»), дочерей учить рукоделию, а сыновей — каждый своему мастерству. Дочерям с детства рекомендуется собирать приданое из тканей, одежд и посуды. Родителей необходимо почитать и во всём слушаться, в противном случае детям грозит отлучение от церкви и гибель «лютою смертью от гражданской казни».

### О соблюдении вещей
Следует иметь нарядную рубашку и сапоги, которые надеваются в хорошую погоду, в праздники или для хороших людей. Рабочую одежду следует отделять от праздничной. Одежду (кафтаны, сарафаны, терлики, шубы) следует держать в чистоте, при необходимости высушивать, чистить и уложить в сундук. Также следует держать в чистоте («чистенько и беленко») и скатерть, убрусы, платки («ширинки»), полотенца и постели. Женские украшения (монисто) лучше и вовсе держать в сундуках или коробах под замком, а ключи в ларце. Из посуды упомянуты братина, блюда, ложка, ковш, корыто, сковорода, котёл, таганы, квашня, сито, решето. Посуда должна быть накрыта.

### Кулинарная группа
Щи, студень, ботвинья, лапша, каша (овсяная, гречневая и ячневая), мясо (свинина, телятина, баранина), птица (курятина, гусятина, утятина), рыба (осетрина копченая, белужина, сельдь), икра сиговая и черная, кундюмы, ветчина, колбаса, фаршированный сычуг, кишки чиненые, яйца, сыр, сметана, масло, молоко, грибы (рыжики, грузди), капуста, репа, свёкла, горох, огурцы, чеснок, морковь, пироги (в том числе сочни), калачи, блины, вишнёвый и малиновый морс, квас, кисель, брага, пиво, яблоки, груша, дыни, орешки, арбузы.
Запасы еды обыкновенно предписывалось хранить в погребе.

## Восприятие
И. Е. Забелин в книге «Домашний быт русских цариц в XVI и XVII столетиях» пишет:
Это памятник неоценимого значения для нашей истории, это цвет и плод, с одной стороны, писаного учения, которое как раз пришлось в рост и в меру нашему непосредственному бытовому развитию, нашим непосредственно созданным своенародным и своеобразным идеалам жизни; с другой стороны, это цвет и плод исконивечных нравственных и хозяйственных уставов нашего быта. Домострой и есть зерцало, в котором мы наглядно можем изучать и раскрывать все, так сказать, подземные силы нашей исторической жизни. 
А. А. Кизеветтер пишет:
Это произведение не описательное, а дидактическое. Автор постоянно становится в оппозицию к окружающей его действительности. Его цель — преобразовать современный ему жизненный склад. Его трактат — ряд предписаний, вытекающих из некоторого цельного отвлеченного идеала.
Профессор МОПИ О. В. Никитин отмечает практический, деловой характер произведения:
«Домострой» — особое произведение Древней Руси — как раз и возникает в XVI столетии. Его оригинальность выражается ещё и в том, что это была одна из первых книг для чтения и предназначалась более для бытового, домашнего обихода, хотя и содержала отрывки из Священного Писания, богословских трудов и т. д. Данный памятник интересен и тем, что вобрал в себя не только культурную энциклопедию общежитейских «рецептов» простолюдина, но и сохранил, особенно в бытовой части, деловой обиход, народные юридические традиции, которые, как можно предполагать, были сильны в светской культуре XVI в.
Отрицательно оценивал влияние «Домостроя» на христианскую мораль Н. А. Бердяев.

Понимание христианства было рабье. Трудно представить себе большее извращение христианства, чем «Домострой». Ив. Аксаков даже отказывался понять, как такую низкую мораль, как мораль «Домостроя», мог породить русский народный характер. Идеология Москвы, как Третьего Рима, способствовала укреплению и могуществу Московского государства, царского самодержавия, а не процветанию церкви, не возрастанию духовной жизни. Христианское призвание русского народа было искажено.
Протопресвитер Александр Шмеман отмечает «желание всё — вплоть до мелочей домашнего быта — уложить в окончательную систему, всю жизнь, действительно, превратить в обряд. В обряде этом, наравне с несомненно-христианским настроением и аскетизмом, прорывается, действительно, азиатская грубость: побои, например, становятся одним из главных средств поддержания христианского быта в его благолепии, а также и методом воспитания».
Профессор Санкт-Петербургской духовной академии протоиерей Георгий Митрофанов подвергает критике модель семьи, изложенную в «Домострое»: «Хотя у нас „Домострой“ по-прежнему остается популярным во многих, в том числе и православных, кругах, с Евангельской точки зрения он не являет нам образ жизни христианской семьи <…> В „Домострое“ нам предлагается культ патриархальной многодетной семьи, больше напоминающей не христианскую, а мусульманскую. Женщина там поставлена в положение почти что неодушевленного „аппарата“ по производству детей и обустройству быта».
Филолог Александр Кравецкий отмечает, что «несмотря на то что основное место в „Домострое“ занимают советы, каким образом приумножить своё состояние совсем не бедному человеку, в сознании потомков эта книга ассоциируется исключительно с несвободой и бытовым насилием <…> Превращение вполне прогрессивного и гуманного для своего времени сочинения в страшилку объясняется тем, что этот памятник был впервые издан в середине XIX века, когда начинало формироваться общественное течение, которое чуть позже было названо народничеством. <…> Слово „домострой“ сразу же превратилось в символ прошлого, с которым сражались народники, символ „тёмного царства“ и подавления личности. Борцы за все хорошее могли теперь при помощи одного слова обозначить все то, что при строительстве светлого будущего следует уничтожить. <…> Подобное восприятие „Домостроя“ превратилось в общее место, и принимать эту книгу всерьез стало невозможно. Причем славянофилы высказывались о „Домострое“ так же резко, как западники».

## Значение
Среди памятников русской литературы «Домострой» стоит в одном ряду с Стоглавом, Великими Четьими-Минеями и другими, однако превосходит их по выразительности и образности языка.
Несмотря на свою известность в Новое время, в XVI—XVII веках «Домострой» не был самым популярными произведением. Например, «Измарагд» читался чаще и имел большее значение. Однако в сравнении с «Измарагдом» «Домострой» в большей мере несёт на себе отпечаток своей эпохи.
Кроме религиозной, назидательной и поучительной частей, «Домострой» содержит очень важную информацию о социальном устройстве с множеством подробностей о быте и повседневной жизни боярского и купеческого сословий на Руси. Поэтому является кладезем для исследователей того времени.
В среде исследователей существует точка зрения, согласно которой «Домострой» пропагандирует высшие ценности, но при этом отражает реальную жизнь, в связи с чем у читателя появляется возможность узнать о неприглядных сторонах русской жизни того времени. К примеру, по мнению А. П. Богданова, настойчивые повторения о том, что женщинам запрещено собираться в компании и распивать крепкие спиртные напитки, свидетельствует о том, что в реальности подобная практика была весьма распространена.

## В культуре
- А. П. Чехов в 1886 году написал короткий рассказ «Мой Домострой», в котором описал свой обычный день по мотивам «Домостроя».

## Издания
- Сильвестра середины XVI века.
  - Домострой / Изд. подгот.  В. В. Колесов, В. В. Рождественская; Отв. ред. Л. А. Дмитриев. — СПб.: Наука, 1994. — С. 88—133.; Зеркала: в электронной библиотеке Исторических ресурсов МГУ им. Ломоносова, с комментариями митрополита Иоанна (Снычева).
- Голохвастова Д. П. во «Временнике» Московского общества истории и древностей Российских, и отдельной книгой (М., 1849).
  - Домострой благовещенского попа Сильвестра. — 1849 (недоступная ссылка)
  - Благовещенский иерей Сильвестр и его писания. — 1874 (недоступная ссылка)
- Домострой. По рукописям Императорской публичной библиотеки / В. Яковлев. — СПб.: Издание Д. Е. Кожанчикова, 1867.
- Домострой. — М.: Советская Россия, 1990.
- Домострой / Изд. подгот.  В. В. Колесов, В.В. Рождественская; Отв. ред. Л. А. Дмитриев. — СПб. : Наука, 1994. — Содерж.: Домострой: [Древнерусский текст]. – С. 5—87; Сильвестровская редакция. – С. 88—133; Перевод. – С. 134—268.
- Домострой : По списку Гос. Ист. музея из собр. рук. Петра Ивановича Щукина и ему подобным / [Подгот. текста, пер., прим. и коммент. В. В. Хорихина]. — Москва : Экон. газ., 2000. — 351 с. — (Русская классическая библиотека «Экономика и духовность»). — ISBN 5-900792-04-8
- Домострой / [подгот. текста — В. В. Хорихин]. — 3-е изд. — Москва : Экономическая газ., 2008. — 302 с. — (Русская классическая библиотека «Экономика и духовность»). — ISBN 978-5-900792-39-2